# Comuna de Świerczów
Świerczów (polaco: Gmina Świerczów) é uma gminy (comuna) na Polónia, na voivodia de Opole e no condado de Namysłowski. A sede do condado é a cidade de Świerczów.
De acordo com os censos de 2004, a comuna tem 3649 habitantes, com uma densidade 33,1 hab/km².

## Área
Estende-se por uma área de 110,32 km², incluindo:
- área agrícola: 64%
- área florestal: 26%

## Demografia
Dados de 30 de Junho 2004:
|                      | Total   | Total | Mulheres | Mulheres | Homens  | Homens |
| -------------------- | ------- | ----- | -------- | -------- | ------- | ------ |
|                      | pessoas | %     | pessoas  | %        | pessoas | %      |
| População            | 3649    | 100   | 1855     | 50,8     | 1794    | 49,2   |
| Densidade (pop./km²) | 33,1    | 100   | 16,8     | 16,8     | 16,3    | 16,3   |

De acordo com dados de 2002, o rendimento médio per capita ascendia a 1380,85 zł.

## Comunas vizinhas
- Domaszowice, Lubsza, Namysłów, Pokój, Popielów